# 4332 Мілтон
4332 Мілтон (4332 Milton) — астероїд головного поясу, відкритий 5 вересня 1983 року.
Тіссеранів параметр щодо Юпітера — 3,276.